# О’Коннел, Томас
Томас Дж. О’Коннел (англ. Thomas J. O’Connell, 21 ноября 1882 — 22 июня 1969) — ирландский профсоюзный деятель и политик, возглавлявший Лейбористскую партию Ирландии с 1927 по 1932.
О’Коннел родился в поселке Нок, в графстве Мейо. С 1902 по 1916 он работал учителем и директором школы. В 1926 он стал генеральным секретарем Ирландской национальной организации учителей.
С 1922 по 1932 он избирался в нижнюю палату ирландского парламента, и с 1927 после поражения на выборах Томаса Джонсона возглавил в ней фракцию лейбористов. В скором времени он также возглавил Ирландский конгресс профсоюзов. В 1935 им была основана Образовательная Строительная сберегательная касса — ныне она является крупнейшей ССК в Ирландии. В том же году О’Коннел проиграл выборы в Дойл и стал членом Сената. В 1938 его без особого успеха выдвигали на должность премьер министра. Позже он еще три раза становился членом Сената.